# كارلوس أرنيتشيس
كارلوس أرنيتشيس (بالإنجليزية: Carlos Arniches)‏ (11 أكتوبر 1866 في لقنت - 16 أبريل 1943 في مدريد) كاتب، وكاتب مسرحي، وواضع كلمات الأوبرا من إسبانيا.